# Xanthooestrus fastousos
Xanthooestrus fastousos är en tvåvingeart som beskrevs av Villeneuve 1914. Xanthooestrus fastousos ingår i släktet Xanthooestrus och familjen parasitflugor.
Artens utbredningsområde är Taiwan. Inga underarter finns listade i Catalogue of Life.